# Конвой H-15
Конвой H-15 — японський конвой часів Другої світової війни, проведення якого відбувалось у січні — лютому 1944-го.
H-15 належав до серії конвоїв, які в 1943—1944 роках ходили між важливим транспортним хабом у Манілі та островом Хальмахера зі складу Молуккського архіпелагу (північний схід Нідерландської Ост-Індії), який, зокрема, відігравав важливу роль у постачанні японських сил на заході Нової Гвінеї.
До складу конвою увійшли транспорти «Норвей-Мару» та «Ніккі-Мару», тоді як охорону забезпечував мисливець за підводними човнами CH-36.
26 січня 1944-го загін вийшов з Маніли, 29 січня побував у Замбоанзі (західне завершення острова Мінданао), після чого рушив далі на південь.
Хоча його маршрут конвою пролягав через кілька районів, де традиційно патрулювали ворожі підводні човни, цього разу операція пройшла без інцидентів і 2 лютого японський загін досягнув затоки Кау на острові Хальмахера.